# Staatshandbuch
Ein Staatshandbuch ist ein Verzeichnis von wichtigen Behörden in einem Staat. Es ist meist zu unterscheiden von einem Staatskalender.

## Geschichte
Seit dem Mittelalter sind interne Verzeichnisse von Hofämtern bekannt, außerdem  offizielle Handbücher mit den wichtigsten Vertretern des Hofes.
Seit dem 18. Jahrhundert wurden diese zu Hof- und Staatshandbüchern erweitert, in denen auch wichtige Behörden, Ministerien, Kirchen, Schulen und weitere Einrichtungen mit den führenden Amtsträgern verzeichnet waren.
Daneben gab es oft getrennte Staatskalender, in denen nur der Hof und wichtige kalendarische Ereignisse enthalten waren. Diese wurden  in einigen Fällen zwar  zeitweise zusammengelegt, blieben aber in der Regel zwei getrennte Sammelwerke.
1918 erschienen in den deutschsprachigen Territorien die letzten Hof- und Staatshandbücher  in der traditionellen Form.
Danach gab es neue Formen von Staatshandbüchern, mit neuen Namen.
Seit 2007 erscheinen in der Bundesrepublik Deutschland jährlich Staatshandbücher für jedes Bundesland und den Bund. Darin sind alle wichtigen Behörden mit deren verantwortlichen Mitarbeitern verzeichnet.

## Staatshandbücher

### Bis 1918
Die Staatshandbücher trugen im  Laufe der Zeit verschiedene Bezeichnungen, angegeben wird hier der letzte oder ein besonders prägnanter Name.
Deutsche Territorien
Übergeordnete Staatshandbücher
- Staats- und Adreßhandbuch der Staaten des Rheinischen Bundes, 1818 Auszüge
- Handbuch für das Deutsche Reich, seit 1876

Einzelne Territorien
- Hof- und Staatshandbuch des Großherzogthums Baden
- Hof- und Staatshandbuch des Königreichs Bayern
- Hof- und Staatshandbuch für das Königreich Hannover
- Handbuch für den Königlich Preußischen Staat, 1792–1918
- Staatshandbuch für das Herzogthum Sachsen-Weimar-Eisenach Digitalisate
- Hof- und Staatshandbuch des Königreichs Württemberg
- Mecklenburg-Schwerinsches Staatshandbuch

Österreich
- Hof- und Staatshandbuch der Österreichisch-Ungarischen Monarchie, 1702–1918
- Kaiserl. Königl. Ober-Oesterreichischer Hof- und Landesstellen-Schematismus, 1774 Auszüge

### Nach 1918
Deutschland
- Staatshandbuch Bundesrepublik Deutschland, mit jährlichen Ausgaben für den Bund und die 16 Bundesländer Informationen

Österreich
- Österreichischer Amtskalender, seit 1922

Schweiz
- Staatskalender, jeweils für die Bundesregierung und jeden Kanton

Fürstentum Liechtenstein
- Staatskalender